# Voo Korean Air 858
O voo 858 da Korean Air foi um voo internacional regular de passageiros entre Bagdá, no Iraque, e Seul, na Coreia do Sul. Em 29 de novembro de 1987, a aeronave que voava naquela rota explodiu no ar após a detonação de uma bomba plantada dentro de um compartimento de armazenamento aéreo na cabine de passageiros do avião por dois agentes norte-coreanos.
Os agentes, atendendo a ordens do governo norte-coreano, plantaram o dispositivo antes de desembarcar da aeronave durante a primeira escala, em Abu Dhabi, nos Emirados Árabes Unidos. Enquanto a aeronave sobrevoava o Mar de Andamão para sua segunda escala, em Bangkok, na Tailândia, a bomba detonou e destruiu o Boeing 707-3B5C da Korean Air. Todos a bordo do avião morreram, um total de 104 passageiros e 11 tripulantes (quase todos eram sul-coreanos). O ataque ocorreu 34 anos após o Acordo de Armistício da Coreia, que encerrou as hostilidades da Guerra da Coreia, em 27 de julho de 1953.
Os dois terroristas foram rastreados até o Bahrein, onde ambos levaram ampolas de cianeto escondidas em cigarros quando perceberam que estavam prestes a ser levados sob custódia. O homem morreu, mas a mulher, Kim Hyon-hui, sobreviveu e depois confessou o atentado. Ela foi condenada à morte depois de ser julgada pelo ataque, mas depois foi perdoada pelo presidente da Coreia do Sul, Roh Tae-woo, porque foi considerado que ela havia sofrido lavagem cerebral na Coreia do Norte. O depoimento de Kim implicava Kim Jong-il, que na época era o futuro líder da Coreia do Norte, como o responsável final pelo incidente. O Departamento de Estado dos Estados Unidos se refere especificamente ao bombardeio do KAL 858 como um "ato terrorista" e, exceto entre 2008 e 2017, incluiu a Coreia do Norte em sua lista de Patrocinadores Estatais do Terrorismo.
Desde o ataque, as relações diplomáticas entre a Coreia do Norte e a Coreia do Sul não melhoraram significativamente, embora tenham sido feitos alguns progressos sob a forma de quatro cimeiras intercoreanas. Kim Hyon-hui mais tarde lançou um livro, The Tears of My Soul, no qual recordou ter sido treinada numa escola de espionagem gerida pelo exército norte-coreano e ter sido informada pessoalmente por Kim Jong-il para levar a cabo o ataque. Ela foi tachada de traidora pela Coreia do Norte e se tornou uma crítica da Coreia do Norte depois de ver a Coreia do Sul. Kim agora reside no exílio e sob constante segurança apertada, temendo que o governo norte-coreano queira matá-la. "Sendo uma culpada, tenho um sentimento de agonia com a qual devo lutar", disse ela em uma coletiva de imprensa em 1990. "Nesse sentido, ainda devo ser um prisioneiro ou um cativo, de um sentimento de culpa".